# Trichipochira batchianensis
Trichipochira batchianensis är en skalbaggsart som beskrevs av Stefan von Breuning och Heyrovsky 1961. Trichipochira batchianensis ingår i släktet Trichipochira och familjen långhorningar. Inga underarter finns listade i Catalogue of Life.